# Andrea Jürgens
Andrea Elisabeth Maria Jürgens (ur. 15 maja 1967 w Wanne-Eickel, zm. 20 lipca 2017 w Recklinghausen) – niemiecka piosenkarka szlagierowa.
Andrea Jürgens była gwiazdą dziecięca lat 70. oraz początku lat 80. Teksty piosenek Jürgens dotyczyły głównie typowych dla muzyki szlagierowej tematów takich jak przyjaźń i miłość. Wyjątkiem był jej pierwszy przebój pt. Und dabei liebe ich euch beide (1977), którego tematem był rozwód (do lat 70. był to temat tabu w niemieckiej muzyce szlagierowej, teksty dotyczyły głównie harmonijnych relacji). W ciągu dekady wszystko to zmieniły reformy rozwodowe i publiczna dyskusja na temat przyczyn i konsekwencji rozwodów.
Dwukrotna laureatka Goldene Stimmgabel, dwukrotna laureatka Silberne Stimmgabel oraz dwukrotna laureatka Brązowego Lwa Radia Luxemburg, a także odznaczona Złotą Odznaką RTL za utwór pt. Amore Amore w 1989 roku oraz nagrodzona smago! Award w kategorii Powrót w latach 2015–2016 w 2016 roku. Album pt. Weihnachten mit Andrea Jürgens – Meine 20 schönsten Weihnachtslieder został nagrodzony 5-krotnie złotą płytą.

## Kariera

### Wczesna kariera
Andrea Jürgens karierę artystyczną rozpoczęła w 1977 roku, po odkryciu jej talentu przez producenta muzycznego Jacka White’a. Debiut zaliczyła w transmitowanej na stacji ARD gali sylwestrowej programu rozrywkowego pt. Am laufenden Band (gospodarzem programu był Rudi Carrell), na której wykonała utwór pt. Und dabei liebe ich euch beide (muz. Jack White, sł. Jon Athan), opowiadający o sytuacji po rozwodzie z perspektywy dziecka, który uplasował się na listach przebojów w RFN, w Austrii oraz w Szwajcarii. Po tym występie coraz częściej pojawiała się w kolejnych programach telewizyjnych i radiowych. W marcu 1978 roku wygrała w ZDF-Hitparade prowadzonym przez Dietera Thomasa Hecka. Następne single pt. Ich zeige dir mein Paradies (1978) oraz Tina ist weg (1979), również znalazły się niemieckiej paradzie przebojów, co umocniło Jürgens wizerunek pierwszej po Heintje dziecięcej gwiazdy, z którym w 1979 roku zaśpiewała w duecie w programie telewizyjnym w stacji ARD pt. Zwischenmahlzeit.
Rok 1979 (ogłoszony przez ONZ Międzynarodowym Rokiem Dziecka) był również rokiem sukcesów Jürgens. Nagrała single pt. Ein Herz für Kinder, stanowiący piosenki przewodniej dla akcji dziennika Bild o tej samej nazwie oraz Eine Rose schenk ich dir... und dieses Lied. W październiku ukazał się świąteczny album pt. Weihnachten mit Andrea Jürgens, który otrzymał status złotej i platynowej płyty, w ciągu trzech miesięcy sprzedał się w ponad 1 500 000 egzemplarzy (1 250 000 egzemplarzy w RFN, przez długi czas najlepiej sprzedający się świąteczny album, najlepiej sprzedający się album w RFN od 1975 roku, znalazł się w Księdze rekordów Guinnessa), a także zawierał singel pt. Aba Heidschi, Bumbeidschi, tradycyjną kołysankę.

### Rozwój kariery
W latach 80. ukazały się następne albumy artystki, które cieszyły się dobrą sprzedażą w RFN, w tym wydany w 1982 roku album pt. Andrea Jürgens Singt die schönsten deutschen Volkslieder (18. miejsce na liście sprzedaży), a w 1981 roku zostały wydane single pt. Mama Lorraine oraz Japanese Boy oraz wydany w 1982 roku singel pt. Playa Blanca uplasowały na listach przebojów w RFN (odpowiednio na 11. 9. i 45. miejscu).
W 1983 roku ukazał się singel pt. Manuel Goodbye (pierwotna wersja anglojęzycznego utworu Lindy Susan Bauer przetłumaczona na niemiecką wersję przez Jacka White’a, podobnie jak Playa Blanca). Albumy pt. Solang' ein Mädchen träumen kann (1982) oraz Weil wir uns lieben (1984), nie odniosły sukcesu, mimo ukazania się na nich wielu singli.

### Następne lata
Andrea Jürgens w latach 90. wydała cztery albumy: Küsse der Nacht (1990), Liebe (1991), Ich krieg nie genug von Dir (1993) oraz Wenn ich glücklich bin (1996). W albumie pt. Ich krieg nie genug von Dir znajduje się utwór skomponowany przez Audrey Landers pt. Guten Morgen Sonnenschein (1993), natomiast w albumie pt. Wenn ich glücklich bin znajduje się singel pt. Wir greifen nach den Sternen nagrany wraz z zespołem Nockalm Quintett (1995) oraz niemiecki cover przeboju Madonny You’ll See, pt. Du wirst seh’n (1996).
7 października 2002 roku, z okazji 25-lecia kariery artystycznej, wydała swój jubileuszowy album pt. Dankeschön – Zum 25. Bühnenjubiläum. Wkrótce przeszła z wytwórni BMG (producentami albumów byli Peter Wagner i Jack White) do wytwórni Koch International (jej producentem był Alfons Weindorf), w którym 23 września 2005 roku wydała album pt. Lust aufs Leben.
W 2006 roku jej pierwsze albumy: Ich zeige dir mein Paradies (1978), Eine Rose schenk ich dir... und dieses Lied (1979), Irgendwann wird jedes Mädchen mal 17 (1980), Mama Lorraine (1981) oraz Solang' ein Mädchen träumen kann (1982) zostały wydane przez wytwórnię White Records w nieplastikowym pudełku CD z oryginalną okładką. 25 stycznia 2008 roku wydała swój album pt. Verbotene Träume, natomiast 22 października 2010 roku wydała wraz z wytwórnią Palm Records album pt. Ich hab’ nur ein Herz, a singel o tej samej nazwie znajdował się na szczycie list przebojów w kategorii Niemiecki Szlagier. W albumie znajduje się również singel pt. Ich glaubte, ihre Freundin zu sein, a w 2011 roku ukazał się singel pt. Rosen ohne Dornen.
W latach 2014–2016 jej menedżerem był Maurice van Beek, który doprowadził do jej powrotu na scenę muzyczną. 18 marca 2016 roku ukazał się album pt. Millionen von Sternen, zawierający single: Millionen von Sternen, Das reicht für mehr als eine Nacht (oba w 2015 roku) oraz Déjà vu (wydany w 2016 roku), który uplasował się na 10. miejscu najlepiej sprzedających się albumów w Niemczech, najwyżej sklasyfikowany do tamtej pory album artystyki (wydany w 20 lipca 2018 roku, w pierwszą rocznicę śmierci artystki album pt. Auf du und du uplasował się na 6. miejscu).
W kwietniu 2017 roku, trwająca od jesieni 2016 roku jej ostatnia trasa koncertowa została przerwana z powodu problemów zdrowotnych artystki. Trzy miesiące później, w lipcu 2017 roku, Jürgens zasłabła i trafiła do szpitala z ostrą niewydolnością nerek w Recklinghausen, w którym zmarła 20 lipca 2017 roku
. 9 sierpnia 2017 roku została pochowana na Cmentarzu Centralnym w południowej dzielnicy miasta, Hillerheide.

## Nagrody i odznaczenia
- 1978: Wygrana w ZDF-Hitparade
- 1978: Silberne Stimmgabel
- 1979: Silberne Stimmgabel
- 1980: Brązowy Lew Radia Luxemburg
- 1982: Goldene Stimmgabel
- 1983: Goldene Stimmgabel
- 1984: Brązowy Lew Radia Luxemburg
- 1989: Złota Odznaka RTL za utwór pt. Amore Amore
- 2016: smago! Award w kategorii Powrót w latach 2015–2016

## Życie prywatne
Andrea Jürgens była drugim dzieckiem Heinricha „Heinza” (1934–2010) i Margaret Jürgensów (1928–2016). Miała starszego brata Ralfa (1955–2013). W lutym 1989 roku poślubiła Ralfa Stillera, z którym była w związku od 1981 roku, jednak małżeństwo zakończyło się rozwodem w 1994 roku.